# Klausen (Eifel)
Klausen este o comună din landul Renania-Palatinat, Germania. Din cauză că există mai multe localități și locuri cu acest nume, atunci când este necesar se precizează astfel: Klausen (Eifel) (Klausen din regiunea muntoasă Eifel).